# Comuna Pokutînți, Vinkivți
Pokutînți (în ucraineană Покутинці) este o comună în raionul Vinkivți, regiunea Hmelnîțkîi, Ucraina, formată din satele Cerkasivka și Pokutînți (reședința).

## Demografie
Componența lingvistică a comunei Pokutînți
     Ucraineană (98,97%)
     Alte limbi (0,8%)
Conform recensământului din 2001, majoritatea populației comunei Pokutînți era vorbitoare de ucraineană (98,97%), existând în minoritate și vorbitori de alte limbi.